# دانتي ويزلي
دانتي ويزلي (بالإنجليزية: Dante Wesley)‏ هو لاعب كرة قدم أمريكية أمريكي، ولد في 5 أبريل 1979 في سانت لويس في الولايات المتحدة.

## وصلات خارجية
- دانتي ويزلي على موقع مرجع كرة القدم المحترفة.كوم (الإنجليزية)